# عرب تركيا
يشكل العرب في تركيا (بالتركية: Türkiye Arapları) أكثر من سبعة ملايين نسمة من تعداد سكان تركيا البالغ عددهم أكثر من ثمانين مليون نسمة.
ويتمركز العرب، في مناطق مختلفة من تركيا، وأغلبهم في الأقاليم السورية الشمالية، وخاصةً أورفة وماردين وأضنة ومرسين وعثمانية وكلّس وعنتاب) ولواء الإسكندرون (بما فيه إنطاكية، إضافة إلى مناطق أخرى قريبة من الحدود مع العراق وسوريا مثل شرناق وموش وبدليس وباتمان وسعرد.. وتعد أكبر وأقدم ساكنة عربية في تركيا ويعود وجود العرب فيها إلى فترة ما قبل الإسلام بقليل تمثل بالقبائل العربية الربعية ثم تبعتها قبائل عربية متنوعة دخلت مع دخول الإسلام انضمت إلى القبائل التي سبقتها في السكن وكان آخرها قبائل جيس وبني أسد والبيات التي وصلت إلى تركيا إبّان الحكم العثماني وهي مجموعة من العشائر والقبائل البدوية المتنقّلة استقر مُعظمها في قزلتبا وحرّان و أورفه ونواحيها.

## تاريخ الوجود العربي في الجزيرة السورية العليا
وصلت القبائل العربية إلى المنطقة قبل الفتوحات الإسلامية بعدة قرون على موجات متباعدة يقدر أن أول الأقوام العريية القديمة وصلت إلى الجزيرة الفراتية بين القرنين الرابع عشر والثاني عشر قبل الميلاد.
حيث كانت هذه المنطقة تمثل امتداداً حيوياً للرعي والتجارة. سكنت تغلب منطقة سنجار ونصيبين في حدود القرن الخامس للميلاد. سكن العرب في منطقة جنوب شرق تركيا والتي سميت باسمهم (ديار بكر) (نسبة لقبيلة بكر بن وائل) وتمركزوا في المنطقة الممتدة من حدود ماردين إلى جبل الطور وحتى جزيرة ابن عمر عند مثّلث الحدود السورية التركية العراقية الحالية. ظلّت بعض هذه القبائل كطيء وعقيل)، ومحافظة على دينها المسيحي حتى مطلع القرن الثالث عشر، وهناك من يقول حتى الرابع عشر. وكان لهؤلاء مدينة تقع في حوض الخابور وهي مدينة عربان، ويعتقد أنها ربما تكون بالأصل مدينة (باعربايا) المذكورة بالمصادر السريانية، وإلى هذه المنطقة كان مفريان منطقة تكريت السرياني العراقي يرسل مطارنته لخدمة القبائل العربية المسيحية لأجل تحريضها على التوطين والاستقرار في المنطقة المسماة (باعربايا) الواقعة ما بين رأس العين السورية مروراً بمدينة نصيبين (موقع القامشلي الحالي) حتى مدينة الموصل العراقية، وجنوباً كانت تمتد مساحة باعربايا (أي ديار ربيعة) لتشمل أجزاء مهمة من محافظة الأنبار العراقية الحالية بالقرب من حدود محافظة دير الزور السورية. ويقول المؤرخون إن مدينة عربان كانت في الماضي منطقة آشورية تدل الآثار المكتشفة فيها على ذلك. وأقام الرهبان السريان في مدينة تل تنينير صلواتهم ورتلوا ترانيمهم باللغة السريانية إلى أن دمّرها المغولي تيمورلنك (1336-1405) إثر مروره بالمنطقة سنة (1401) حيث حاول تطهير الأرض من سكانها السوريين، ومن نجا من هول المذابح وحملات القتل لجأ إما إلى جبال الجزيرة (هكاري وطور عابدين وسنجار) أو إلى عمق بادية الشام. ومنذ تلك الفترة حتى مطلع القرن العشرين تحوّلت عموم مدن وقرى الجزيرة (نصيبين، رأس العين، دارا، عامودا، تنينير، عربان، ليلان، عين ديوار، بارابيتا) إلى مناطق فقيرة غاب عنها وجهها الحضاري الذي طالما اشتهرت به على مر العصور، إذ تشهد الآثار والأوابد وكثرة التلول الأثرية على ذلك. وتلاشت بعد حملات المغول والتتار الكثير من أسماء المدن والمناطق الرافدينية في سوريا وظهرت بالمقابل أسماء تركية جديدة في مطلع القرن العشرين.
وجد القسم الأكبر من العرب أنفسهم ضمن تركيا بعد أن ضمت مناطقهم التي يسكنون فيها (الأقاليم السورية الشمالية ) في إطار معاهدة لوزان مع الحلفاء سنة 1923 والتي حلّت محل اتفاقية لندن سنة 1915 واتفاقية سايكس بيكو سنة 1916 ومعاهدة سيفر سنة 1920. أُخذ بهذا الاتفاق بين الحلفاء الثلاثة (فرنسا وبريطانيا وإيطاليا).

## حدود معاهدة لوزان بين سورية وتركيا
بحسب المعجم الجغرافي يبدأ القسم الأول من حدود معاهدة لوزان عند جنوب باياس حتى محطة الراعي (جوبان بك).
والقسم الثاني يبدأ من محطة الراعي إلى نصيبين، وفي هذا القسم تفصل الجزيرة السورية عن تركيا، واعتمدت سكة حديد قطار الشرق السريع الخط الحدودي الفاصل بين سوريا وتركيا، وهكذا تكون تركيا قد غنمت بهذه الحدود قسما كبيرا من أراضي الجزيرة الفراتية الخصبة.
وأما القسم الثالث فيمتد من نصيبين وجزيرة ابن عمر على نهر دجلة وترك جزيرة ابن عمر ونصيبين داخل الحدود التركية. وبتقسيم الحدود بهذا الشكل انقسمت الكثير من العشائر العربية البدوية والحضرية إلى قسمين: قسم بقي داخل الحدود السورية والقسم الآخر أصبح داخل الحدود التركية.
و لقد تعرّض عرب تركيا لسياسة التتريك التي اتبعتها الحكومات التركية المتعاقبة ضدهم كفرض الزي التركي عليهم وعلى الأقليات الباقية وبدّلت أسماء القرى والبلدات وأسماء العائلات إلى أسماء تركية ومنعتهم كغيرهم من الأقليات من التكلم بغير اللغة التركية، ومع هذا فما زال معظمهم يتكلم اللغة العربية وإن كان قد دخلها الكثير من الألفاظ التركية.

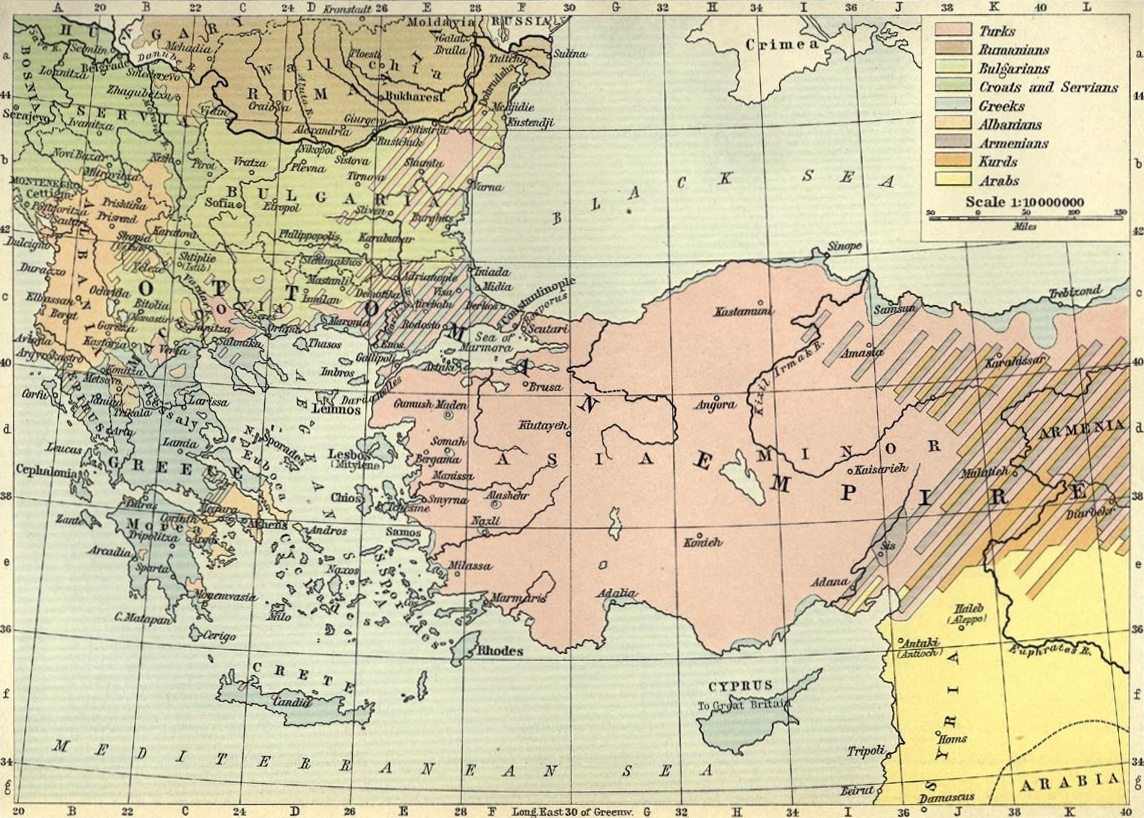
خريطة انتشار الأعراق المختلفة في الإمبراطورية العثمانية عام 1911 تظهر وجود العرب في الأقاليم السورية الشمالية

أخذت أعداد هؤلاء العرب تتناقص بسبب النزوح الجماعي الذي تم بعد أحداث سفر برلك وثورة الشيخ سعيد بيران إلى كل من سوريا والعراق ومن ثم إلى لبنان وتبعتها بعد ذلك هجرة حديثة إلى أوروبا والغرب.

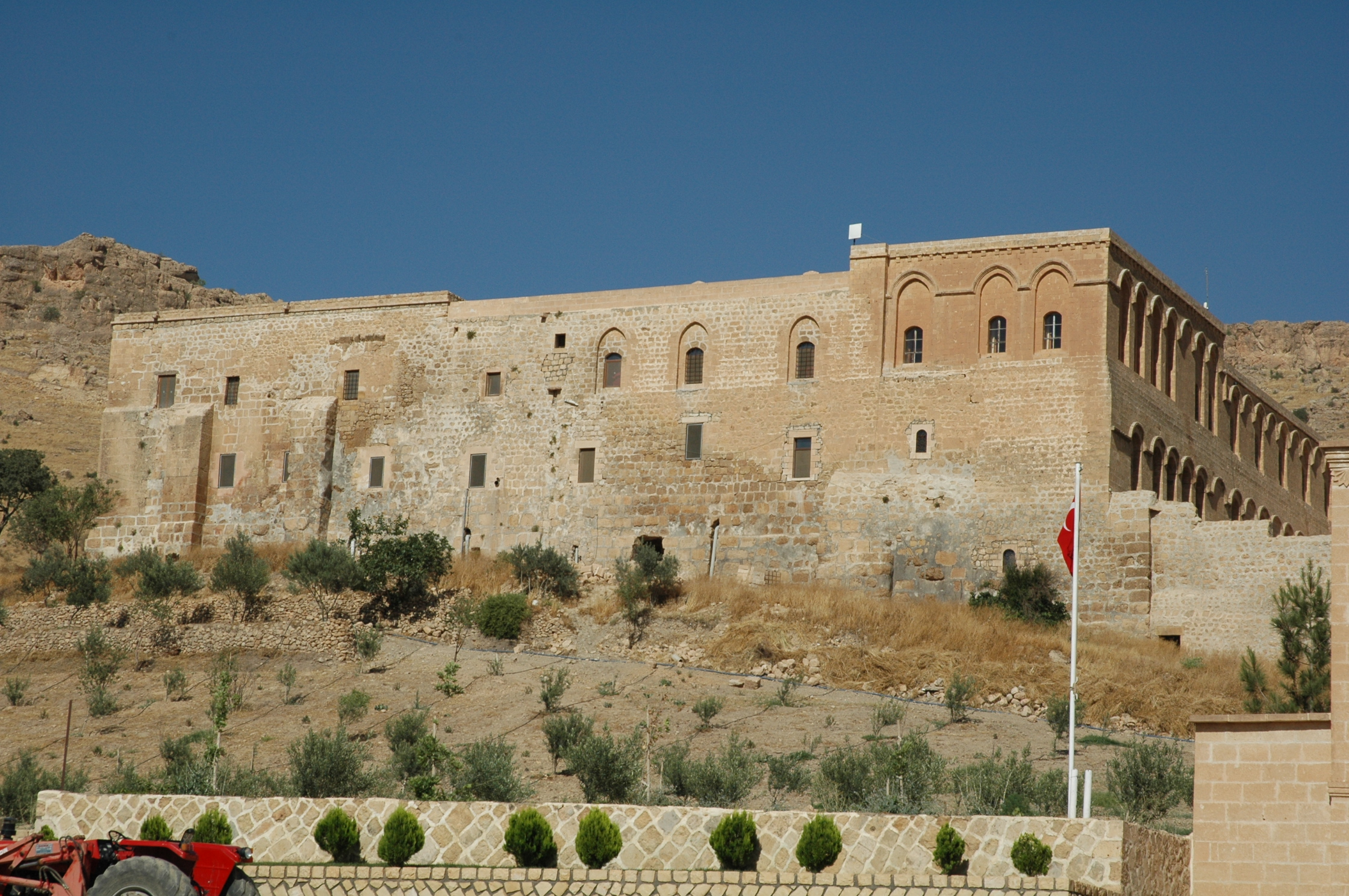
صورة لدير الزعفران في ماردين

و يدين معظم هؤلاء العرب بالإسلام فينتمي أهل ماردين وطور عابدين إلى المذهب السني ومعظم أهل لواء اسكندرون إلى المذهب العلوي باستثناء العرب السنة الذين نزحوا إلى هذا الإقليم من منطقة المحلمية في بداية القرن المنصرم. وأما البعض الآخر منهم فيدينون بالمسيحية ويعرفون بالسريان العرب أي العرب الذين كانوا قد انضموا إلى الكنيسة السريانية الأرثوذكسية وبقوا على نصرانيتهم وينتشرون في أورفة وماردين ونواحيها كالأقصورانية والقلعة مراوية وغيرهم.

## اقتطاع لواء الأسكندرونة
اقتُطِع لواء الإسكندرونة السوري ذو الغالبية العربية وضُمَّ إلى تركيا عام 1939.

## التجمعات ذات الغالبية أو السواد العربي
بشكل تفصيلي يعيش العرب في:
- مرسين وقضائها طرسوس
- أضنة وأقضيتها جيحان وقراطاش
- كلّس وقضائها المنطار وقراهم
- عنتاب وأقضيتها نسيب وقراها، كاركامش وقراها، قرى أوغوزايلي، إصلاحية وقراها، جبل نور وقراها
- الرها (أورفة) وقراها، أقضية الرها وقراها مثل البيرة، حلوان، سيورك، گورنصار، حران
- ماردين وقراها، أقضية ماردين وقراها مثل رشمل، دنيصر، مِديَد، صَور، نصيبين، معسرتة
- إلازغ وأقضيتها معمورة العزيز و قضاء سواريس .
- الآخان (بطمان) وقراها، أقضية الآخان وقراها كفر جوز، حصن كهف، حزّو، قبل جواز
- آق سراي وقضائها آق سراي مركزي
- سعرت وقراها، قضاء سعرت تللو وقراها.
- ديار بكر وبعض قراها.
- خاص كوي (قضاء موش)
- موطكي (قضاء بدليس)

## التعداد السكاني لعرب تركيا
تبلغ نسبة العرب الإجمالية في تركيا 11،28% وهي تزيد لِتشكّل الأغلبية النسبية في مناطق الأقاليم السورية الشمالية ولواء اسكندرون، وتُشكّل أكثر من 10% من السكان في مناطق أخرى القريبة من حدود سوريا والعراق والمناطق الكبرى.
| المنطقة | عدد سكان المحافظة الإجمالي | عدد العرب | نسبة العرب (%) |
| ------- | -------------------------- | --------- | -------------- |
| اسطنبول | 13.255.685                 | 1.780.775 | 13.43          |
| أضنة    | 2.085.225                  | 560.245   | 11.74          |
| أنقرة   | 4.771.716                  | 600.070   | 28.78          |
| عنتاب   | 1.700.763                  | 210.510   | 12.38          |
| أورفة   | 1.663.371                  | 780.030   | 46.48          |
| باتمان  | 510.200                    | 190.880   | 37.41          |
| بدليس   | 328.767                    | 42.870    | 13.04          |
| سعرد    | 300.695                    | 130.540   | 43.41          |
| شرناق   | 430.109                    | 33.870    | 7.87           |
| عثمانية | 479.221                    | 81.340    | 16.97          |
| كلس     | 123.135                    | 41.640    | 33.82          |
| ماردين  | 744.606                    | 313.460   | 42.10          |
| مرسين   | 1.647.899                  | 467.850   | 28.39          |
| مرعش    | 1.044.816                  | 18.320    | 1.75           |
| موش     | 406.886                    | 45.250    | 11.12          |